# Cacaks Secer
Cacaks Secer o también Čačanski šećer es una variedad cultivar de ciruelo (Prunus domestica), de las denominadas ciruelas europeas.
Una variedad de ciruela que se creó en 1961 en el "Instituto de Fruticultura de Čačak", en Yugoslavia (hoy Serbia).
Las frutas tienen un tamaño mediano, con la piel color azul oscuro recubierta de pruina, espesa, violácea, sutura con línea poco visible, de color algo más oscuro que el fruto, y pulpa color verdoso, textura de firmeza media, jugo medio alto, y sabor con buen aroma, alto contenido en azúcar.

## Sinonimia
- "Čačanská Secer",
- "Čačanski šećer",
- "Cacanska Secer".

## Historia
'Cacaks Secer' variedad de ciruela que se creó en 1961 en el "Instituto de Fruticultura de Čačak", Yugoslavia (hoy Serbia), mediante el cruce de 'Agen 707' como "Parental Madre" x el polen de 'Pacific' como "Parental Padre". Fue creada por el equipo formado por Staniša A. Paunović, Milisav Gavrilović y Petar Mišić. Entró en circuitos comerciales en 1975. La variedad se utiliza ampliamente en la fruticultura comercial.

'Cacaks Secer' está cultivada en diversos bancos de germoplasma de cultivos vivos, tales como en National Fruit Collection (Colección Nacional de Fruta) de Reino Unido, con el número de accesión: 1979-119 y Nombre Accesión : Cacanska Secer. Fue introducida en el "Probatorio Nacional de Fruta" para evaluar sus características en 1979, procedente del "Instituto de Fruticultura de Čačak", Yugoslavia.
'Cacaks Secer' Se usa comercialmente porque tiene un buen rendimiento y los frutos son fáciles de transportar, también es tolerante a la sharka (una infestación viral que conduce a la muerte de toda la planta).

## Características
'Cacaks Secer' árbol de porte de crecimiento suelto, medio fuerte. La floración se considera relativamente temprana. La variedad se considera autofértil y sirve como buen donante de polen. Flor blanca, que tiene un tiempo de floración que comienza a partir del 14 de abril con el 10% de floración, para el 17 de abril tiene una floración completa (80%), y para el 30 de mayo tiene un 90% de caída de pétalos.
'Cacaks Secer' tiene una talla de tamaño mediano de forma oblongo ovalados, con un peso promedio de 63.40 g; epidermis tiene una piel azul oscuro recubierta de pruina, espesa, violácea, sutura con línea poco visible, de color algo más oscuro que el fruto; pedúnculo de longitud corto (11.73 mm), grosor medio, leñoso, con escudete muy marcado, muy pubescente, con la cavidad del pedúnculo estrecha, poco profunda, rebajada en la sutura y más levemente en el lado opuesto; pulpa de color verdoso, textura de firmeza media, jugo medio alto, y sabor con buen aroma, alto contenido en azúcar.
Hueso con buenas propiedades de deshuesado, grande, alargado, asimétrico, con el surco dorsal muy ancho y profundo, los laterales más superficiales, zona ventral poco sobresaliente, superficie rugosa.
Su tiempo de maduración varía según la región y las condiciones climáticas, y corresponde aproximadamente desde finales de agosto hasta principios de septiembre. Los frutos se vuelven azules hasta 14 días antes de estar completamente maduros, con un alto rendimiento, y un fácil transporte.

## Usos
Se usa comúnmente como postre fresco de mesa, buena ciruela para enlatados y adornos para tartas. La variedad se comercializa a menudo como fruta para hornear y tiene un rendimiento relativamente estable. Sin embargo, el sabor no siempre es convincente. A veces es rico en taninos y ácido, especialmente cuando se cosecha muy temprano o demasiado crecido.

## Cultivo
Variedad cultivada principalmente en Serbia y Alemania.
'Čačanski Šecer' no debe confundirse con las variedades 'Čačanska Rana', 'Čačanska Najbolja', 'Čačanska Rodna' y 'Čačanska Lepotica', que también llevan el nombre de la ciudad de Čačak y se cultivan en el "Institut za voćarstvo". Según BLE, la simple mención de Čačanska no es suficiente como indicación en el envase.

## Características y precauciones
Es susceptible a las enfermedades de la podredumbre de la madera y la corteza en lugares demasiado húmedos.
Es tolerante al Virus de la Sharka.